# Estàndard tècnic
Un estàndard tècnic o norma tècnica és una norma social establerta o requisit pel que fa als sistemes tècnics. Estableix l'enginyeria uniforme o criteris tècnics, mètodes, processos i pràctiques. Per contra, un costum, convenció, producte de l'empresa, de tipus de negoci, etc., que es converteix generalment en acceptada i dominant sovint s'anomena un estàndard de facto.
Una norma tècnica també pot ser un artefacte controlat o mitjans formals similars utilitzats per al calibratge. Les normes de referència i materials de referència certificats tenen un valor assignat per comparació directa amb un lloc de referència. Un patró primari es troba generalment sota la jurisdicció d'un organisme nacional de normalització. Les normes de verificació terciàries i materials estàndard poden ser utilitzades com a referència en un sistema de metrologia. Un requisit clau en aquest cas és la traçabilitat, un rastre de paper ininterrompuda de calibratges respecte a la norma primària.
Una norma tècnica pot ser desenvolupada de forma privada o de forma unilateral, per exemple per una corporació, organisme regulador, militar, etc. Les normes també es pot desenvolupar per grups com ara els sindicats, i associacions comercials. Les organitzacions de normalització solen tenir entrada més diversa i en general es desenvolupen normes voluntàries: aquests poden ser obligatoris si són adoptades per un govern, contracte comercial, etc.
El procés de normalització pot ser per decret, o pot implicar el consens formal d'experts tècnics.

## Tipus de normes
Els principals tipus de normes tècniques són:
- Una especificació estàndard és un conjunt explícit de requisits per a un element, el material, component, sistema o servei. Sovint s'utilitza per a la formalització dels aspectes tècnics d'un contracte de compra o contractació. Per exemple, hi pot haver una especificació per a un àlep de turbina d'un motor de reacció que defineix els requisits de rendiment i material exacte.
- Un mètode de prova estàndard descriu un procediment definitiu que produeix un resultat de la prova. Pot tractar de fer una observació personal curosa o la realització d'un mesurament altament tècnic. Per exemple, una propietat física d'un material és sovint afectada per l'exactitud del mètode de la prova : per tant, qualsevol referència a una propietat haurà de fer referència al mètode d'assaig utilitzat.
- Una pràctica o procediment estàndard dona una sèrie d'instruccions per a la realització d'operacions o funcions. Per exemple, hi ha procediments normalitzats de treball detallats per a l'operació d'una planta d'energia nuclear.
- Una guia estàndard és d'informació general o les opcions que no requereixen un curs específic d'acció.
- Una definició estàndard es va establir formalment la terminologia.
- Les unitats estàndard, en la física i les matemàtiques aplicades, són comunament acceptats mesures de quantitats físiques.

Les normes nacionals i internacionals són públiques i publicades, de vegades de franc a internet, de vegades contra retribució.

## Nivells geogràfics
Abans diferents normes nacionals a més del paper d'estandardització interna, tenien un paper proteccionista per a la indústria nacional, en complicar la importació. La mondialització i la integració económica van estimular les empreses i els governs de suprimir aquestes barreres.
- Norma nacional: per les organitzacions nacionals de normalització, a Espanya és Associació Espanyola de Normalització i Certificació (AENOR). Dins de la Unió Europea, s'aspira a harmonitzar les antigues normes nacionals i crear normes europees. Als trenta-tres països (2016) que van adherir al Comitè Europeu de Normalització (CEN) la norma CEN automàticament esdevé la norma nacional. Les modificacions només es poden fer per consens.[3]
- Norma internacional: les organitzacions internacionals de normalització exemple, ISO, ASTM International, o l'Institut Europeu de Normes de Telecomunicacions (ETSI).

## Ús
L'existència d'una norma publicada no implica que sempre és útil o correcta. Per exemple, si un article compleix amb un cert nivell, no és necessàriament garantia que sigui apte per a qualsevol ús en particular. Les persones que utilitzen el producte o servei (enginyers, sindicats, etc.) o especificar que (els codis de construcció, govern, indústria, etc.) tenen la responsabilitat de considerar els estàndards disponibles, especifiqueu el correcte, fer complir, i l'ús l'element correctament. Validació de la idoneïtat cal.
Normes aconsegueixen sovint crítica, revisades i actualitzades. És molt important que la versió més actual d'una norma publicada ser usat o referenciat. El creador o el cos estàndard d'escriptura sovint té les versions actuals que figuren al seu lloc web.
En les ciències socials, incloent l'economia, una norma és útil si es tracta d'una solució a un problema de coordinació: es desprèn de les situacions en què totes les parts es donen compte dels beneficis mutus, però només prenent decisions coherents entre si.